# 매봉산로
매봉산로는 서울특별시 마포구 상암동 월드컵파크3단지 교차로와 성암삼거리를 잇는 서울특별시의 도로이다. 총 연장은 약 0.91km이다. 도로의 이름은 매봉산에서 유래되었다.

## 주요 경유지
서울특별시
- 마포구(상암동)

## 노선
| 이름                   | 접속 노선      | 소재지     | 소재지 | 비고 |
| ---------------------- | -------------- | ---------- | ------ | ---- |
| 월드컵파크3단지        | 월드컵로       | 서울특별시 | 마포구 |      |
| 월드컵파크2단지 사거리 | 월드컵북로47길 | 서울특별시 | 마포구 |      |
| TBS                    |                | 서울특별시 | 마포구 |      |
| KBS 미디어 센터        |                | 서울특별시 | 마포구 |      |
| 상암초교               | 월드컵북로     | 서울특별시 | 마포구 |      |
|                        | 매봉산로       | 서울특별시 | 마포구 |      |
| 성암삼거리             | 성암로         | 서울특별시 | 마포구 |      |

## 주요 건물 및 시설
- 서울시미디어재단TBS (서울특별시 마포구 매봉산로 31)
- KBS 미디어 센터 (서울특별시 마포구 매봉산로 45)